# آنا روزفلت هالستيد
آنا روزفلت هالستيد (بالإنجليزية: Anna Roosevelt Halsted) (و. 1906 – 1975 م)هي نجمة اجتماعية من الولايات المتحدة الأمريكية .

## التعليم
تعلمت في جامعة كورنيل.